# Liste der Biografien/Schmidt, S
Liste der Biografien |
Portal Biografien |
S Personensuche
# |
A |
B |
C |
D |
E |
F |
G |
H |
I |
J |
K |
L |
M |
N |
O |
P |
Q |
R |
S |
T |
U |
V |
W |
X |
Y |
Z |
?
 
Sa |
Sb |
Sc |
Sd |
Se |
Sf |
Sg |
Sh |
Si |
Sj |
Sk |
Sl |
Sm |
Sn |
So |
Sp |
Sq |
Sr |
Ss |
St |
Su |
Sv |
Sw |
Sy |
Sz
 
Sca–Sce |
Sch |
Sci–Scz
 
Scha |
Schc |
Schd |
Sche |
Schg |
Schi |
Schj |
Schk |
Schl |
Schm |
Schn |
Scho |
Schp |
Schr |
Schs |
Scht |
Schu |
Schv |
Schw |
Schy
 
Schma |
Schme |
Schmi |
Schmo |
Schmu |
Schmy
 
Schmic |
Schmid |
Schmie |
Schmig |
Schmik |
Schmil |
Schmin |
Schmir |
Schmis |
Schmit
 
Schmida |
Schmidb |
Schmide |
Schmidf |
Schmidg |
Schmidh |
Schmidi |
Schmidj |
Schmidk |
Schmidl |
Schmidm |
Schmidp |
Schmidr |
Schmids |
Schmidt |
Schmid, A |
Schmid, B |
Schmid, C |
Schmid, D |
Schmid, E |
Schmid, F |
Schmid, G |
Schmid, H |
Schmid, I |
Schmid, J |
Schmid, K |
Schmid, L |
Schmid, M |
Schmid, N |
Schmid, O |
Schmid, P |
Schmid, R |
Schmid, S |
Schmid, T |
Schmid, U |
Schmid, V |
Schmid, W |
Schmid, Y
 
Schmidt, A |
Schmidt, B |
Schmidt, C |
Schmidt, D |
Schmidt, E |
Schmidt, F |
Schmidt, G |
Schmidt, H |
Schmidt, I |
Schmidt, J |
Schmidt, K |
Schmidt, L |
Schmidt, M |
Schmidt, N |
Schmidt, O |
Schmidt, P |
Schmidt, R |
Schmidt, S |
Schmidt, T |
Schmidt, U |
Schmidt, V |
Schmidt, W |
Schmidt, Y |
Schmidtb |
Schmidtc |
Schmidte |
Schmidtg |
Schmidth |
Schmidti |
Schmidtk |
Schmidtl |
Schmidtm |
Schmidtn |
Schmidts
Die Liste der Biografien führt alle Personen auf, die in der deutschsprachigen Wikipedia einen Artikel haben. Dieses ist eine Teilliste mit 55 Einträgen von Personen, deren Namen mit den Buchstaben „Schmidt, S“ beginnt.

## Schmidt, S

### Schmidt, Sa
- Schmidt, Sam (* 1964), US-amerikanischer Automobilrennfahrer, Rennstallbesitzer und Geschäftsmann
- Schmidt, Sandra (* 1986), deutsche Fußballspielerin
- Schmidt, Sára (* 1994), ungarische Schauspielerin
- Schmidt, Sarah (* 1965), deutsche SchriftstellerinSarah Schmidt (* 1965)

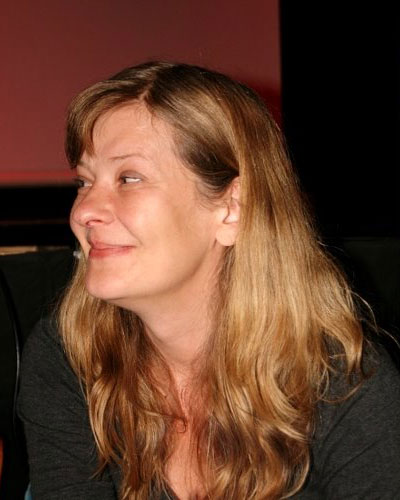
Sarah Schmidt (* 1965)

- Schmidt, Sarah (* 1997), deutsche Schauspielerin
- Schmidt, Sascha (* 1986), deutscher Handballschiedsrichter
- Schmidt, Sascha Leonard (* 1971), deutscher Ökonom

### Schmidt, Se
- Schmidt, Sebastian (1617–1696), deutscher lutherischer Theologe und Hebraist
- Schmidt, Sebastian (* 1978), deutscher Rennrodler
- Schmidt, Sebastian (* 1980), deutscher Badmintonspieler
- Schmidt, Sebastian (* 1985), deutscher Ruderer
- Schmidt, Sebastian (* 1986), deutscher Sportfunktionär
- Schmidt, Sebastian (* 1987), deutscher Filmkomponist
- Schmidt, Sebastian (* 1993), deutscher Politiker (CDU), MdB
- Schmidt, Sebastian M. (* 1967), deutscher Physiker und Wissenschaftsmanager
- Schmidt, Sebestyén (1901–1971), ungarischer Radrennfahrer

### Schmidt, Si
- Schmidt, Sibylle (* 1961), deutsche Unternehmerin und Kommunalpolitikerin (parteilos)
- Schmidt, Siegfried (1930–1986), deutscher Historiker
- Schmidt, Siegfried (* 1956), deutscher Bibliothekar
- Schmidt, Siegfried J. (1940–2025), deutscher Philosoph und Kommunikationswissenschaftler
- Schmidt, Siegmar (* 1961), deutscher Politikwissenschaftler und Hochschullehrer
- Schmidt, Siegmund (1939–2021), deutscher Komponist und Kirchenmusiker
- Schmidt, Sigurd Ottowitsch (1922–2013), russischer Historiker und Ethnograph
- Schmidt, Silke (* 1959), deutsche Übersetzerin und Leichtathletin
- Schmidt, Silvia (* 1954), deutsche Politikerin (SPD), MdB
- Schmidt, Silvia (* 1969), deutsche Fernschachspielerin
- Schmidt, Simon Georg (1801–1861), deutscher Chorleiter, Violinist und Komponist
- Schmidt, Simon Judas Thaddäus (1653–1691), deutscher Geistlicher

### Schmidt, So
- Schmidt, Sonja (* 1946), deutsche Schlagersängerin
- Schmidt, Sonjaa (* 2002), kanadische Skilangläuferin
- Schmidt, Sophia (* 1998), deutsche Tennisspielerin und Behindertensportlerin
- Schmidt, Sophie (* 1988), kanadische Fußballspielerin
- Schmidt, Sophus (1792–1841), deutscher Befreiungskämpfer, Gutsbesitzer und Verwaltungsjurist im Königreich Hannover

### Schmidt, St
- Schmidt, Stefan (* 1941), deutscher Nautiker und Kapitän (Kap Anamur)Stefan Schmidt (* 1941)

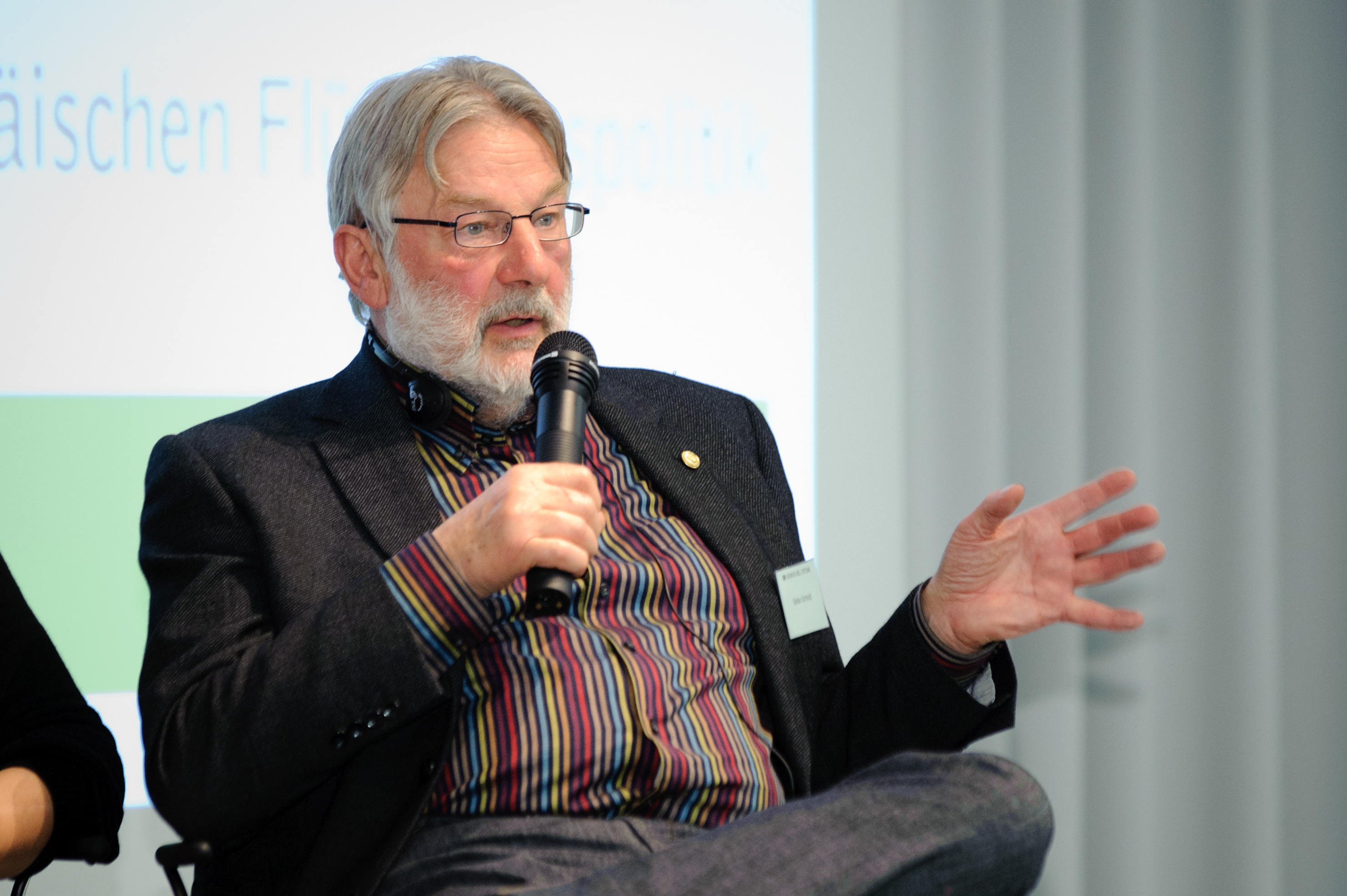
Stefan Schmidt (* 1941)

- Schmidt, Stefan (* 1961), deutscher Klassischer Archäologe
- Schmidt, Stefan (* 1966), deutscher Organist und Hochschullehrer
- Schmidt, Stefan (* 1967), deutscher Psychologe
- Schmidt, Stefan (* 1981), deutscher Politiker (Bündnis 90/Die Grünen), MdB
- Schmidt, Stefan (* 1989), deutscher Fußballtorhüter
- Schmidt, Stefan (* 1989), deutscher Basketballspieler
- Schmidt, Stefan S. (* 1958), deutscher Maler
- Schmidt, Steffen (* 1964), deutscher Fußballspieler
- Schmidt, Steffi (1922–1990), deutsche Kunsthistorikerin
- Schmidt, Steffi (* 1968), deutsche Volleyballspielerin
- Schmidt, Stephan (* 1961), deutscher Arzt und Sanitätsoffizier
- Schmidt, Stephan (* 1973), deutscher Politiker (CDU), MdA
- Schmidt, Stephan (* 1976), deutscher Fußballspieler und -trainerStephan Schmidt (* 1976)

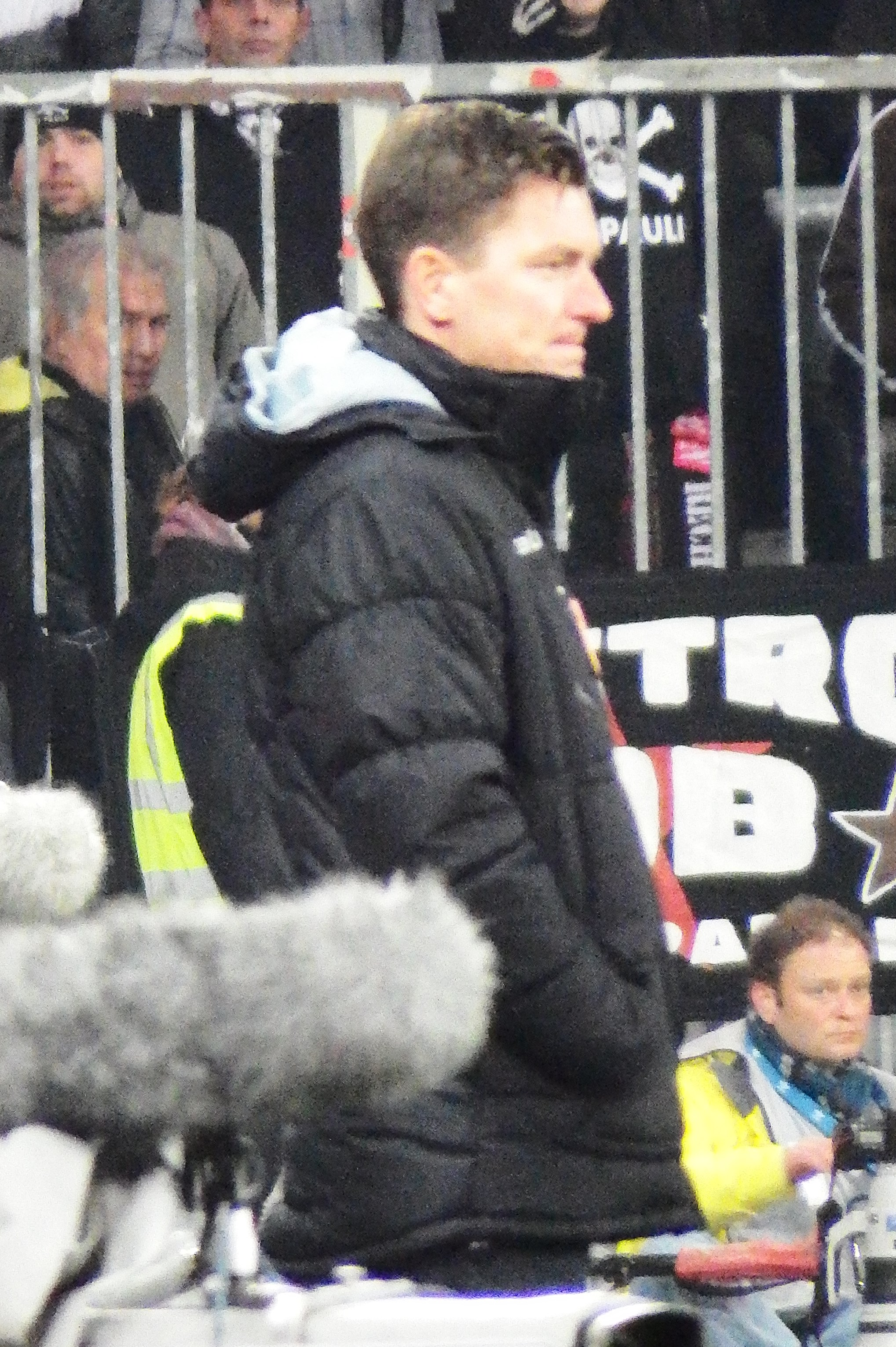
Stephan Schmidt (* 1976)

- Schmidt, Stephan (* 1977), deutscher Rechtsanwalt
- Schmidt, Stephanie (* 1971), deutsche Journalistin und Moderatorin

### Schmidt, Su
- Schmidt, Susanne (* 1947), deutsche Wirtschaftsjournalistin
- Schmidt, Susanne (* 1974), deutsche Ruderin
- Schmidt, Susanne Kerstin, deutsche Politikwissenschaftlerin

### Schmidt, Sw
- Schmidt, Switlana (* 1990), ukrainische Leichtathletin

### Schmidt, Sy
- Schmidt, Sybille (* 1967), deutsche Ruderin
- Schmidt, Sylvester (1921–1989), deutscher Schauspieler